# Patrick Owomoyela
Patrick Owomoyela (født 5. november 1979 i Hamburg, Vesttyskland) er en tysk tidligere fodboldspiller, der spillede som central forsvar. Gennem karrieren spillede han for blandt andet VfL Osnabrück, SC Paderborn 07, Arminia Bielefeld, Werder Bremen og Borussia Dortmund.
Owomoyelas ikke-tyske navn skyldes hans nigerianske rødder.

## Landshold
Owomoyela nåede 11 kampe for Tysklands landshold, som han debuterede for den 16. december 2004 i en kamp mod Japan. Han var efterfølgende en del af landets trup til Confederations Cup i 2005 på hjemmebane i Tyskland.